# Aniene (programma televisivo)
Aniene è stato un programma televisivo italiano di intrattenimento, ideato e condotto da Corrado Guzzanti, con la collaborazione di Andrea Purgatori e Pietro Galeotti, andato in onda in due edizioni il 10 giugno 2011 e il 14 giugno 2012 su Sky Uno e in replica su Cielo.
La trasmissione segnò il ritorno in televisione di Guzzanti dopo nove anni, salvo sporadiche apparizioni a Parla con me e Vieni via con me; nel ruolo di spalla figurarono nella prima edizione Marco Marzocca e Max Paiella, a cui si aggiunsero Massimo De Lorenzo, Lillo e Paola Minaccioni nella seconda edizione.
In sette giorni il Viewing On Same Day Almost Live (visione nello stesso giorno quasi dal vivo) del primo Aniene registrò più di due milioni di contatti, per una media di 868 451 spettatori.
Di questi, circa 200 000 (il 23%) seguirono il programma in differita tramite MySky o Sky On Demand.
Grazie al successo di pubblico conquistato nel 2011, l'anno successivo la rete propose un nuovo episodio, facendo nuovamente record di ascolti.

## Aniene
Aniene è una collezione di gag, talvolta introdotte dal conduttore, in cui Guzzanti propone un'alternanza di personaggi noti e di nuova invenzione.
La prima figura che compare è il conduttore Corrado Guzzanti che, in uno studio completamente vuoto, con pareti, scrivania e pavimento bianchi, analizza la crisi della destra da un altro punto di vista e lancia il quesito: «Il nazifascismo è ancora un modello economico competitivo?». Segue la satira anche sulla sinistra per poi lanciare un filmato di una rapina che mostra come Berlusconi ha cambiato gli italiani; il ladro, circondato dai poliziotti, la butta in polemica: «Ma possiamo cominciare a parlare di politica adesso o vogliamo andare avanti con questo gossip della rapina?».
La prima scena dopo la sigla propone il Massone napoletano a capo della loggia della «uallera d'oro», nei cui locali trovano accoglienza le ragazze di via Olgettina a Milano, Scilipoti e il nonno del capo della loggia, anziano personaggio ispirato a Licio Gelli, che parla con accento napoletano dei misteri d'Italia ed è afflitto da incontinenza urinaria, tanto da aver bisogno di un domestico filippino (Marco Marzocca) che lo accudisca quasi costantemente, al quale affida i suoi ricordi confusi di quando ordiva trame contro la sicurezza dello Stato e che, senza più rendersi conto della realtà circostante, nomina «fuciliere» per sparare «ai negri», che sono pericolosi e, soprattutto, «ai filippini», che sono i più pericolosi di tutti perché non si distinguono subito e «possono essere pure dentro questa casa».
Segue la parodia del ministro degli esteri Franco Frattini ad opera di Max Paiella: il finto politico, in riunione a Bruxelles, sommerso da accuse e improperi in lingue straniere, sa rispondere solo «yes».
Poi è il turno dell'imitazione di papa Ratzinger da parte di Corrado Guzzanti: il papa scende in una cripta per pregare gli dèi dell'Olimpo, coperti per duemila anni da un monoteismo di facciata, affinché aiutino la Chiesa cattolica a superare gli scandali che la stanno travolgendo e che stanno causando l'allontanamento dei fedeli.
Viene quindi presentato un nuovo semidio, Aniene, evidente parodia di Thor, un «supereroe coatto», come lo ha definito lo stesso Guzzanti, mandato sulla terra dal Padre Disse per aiutare l'umanità a ritrovare la strada del bene in questo periodo di perdizione, crisi e corruzione.
Viene riproposto anche il personaggio del Mafioso, già presente ne Il caso Scafroglia, che festeggia i centocinquant'anni della mafia insieme al fedele "picciotto" (Marco Marzocca).
L'ultimo personaggio già noto ad apparire in scena è Vulvia, che diventa anche testimonial per una crema per la pelle, Gargné (parodia di Garnier).
Seguono diversi sketch brevi: uno sulle barzellette di Berlusconi; un altro su un fantomatico programma che fa incontrare una donna (Paola Minaccioni) che sogna di avere la terza di seno e un uomo (Corrado Guzzanti) che sogna di fare il chirurgo plastico per un giorno; uno spot propedeutico al voto per i referendum del 2011 in cui l'annunciatrice spiega «si vota domenica 12 dalle 8 alle 22 e lunedì 13 dalle 7 alle 15, ma potete andare anche il 14, che c'è sicuramente meno gente»; infine, uno che vede protagonista un Amleto (Corrado Guzzanti) che, a causa dei tagli al teatro e alla cultura, deve concludere lo spettacolo in breve tempo e pertanto, dopo essersi posto la domanda «essere o non essere?», risponde subito «ma che sciocco! È ovvio» e scompare con uno schiocco di dita.
La sigla di chiusura, L'esondazione dell'Aniene, è un brano inedito composto da Corrado Guzzanti e cantato imitando Antonello Venditti ed è una metafora della situazione degli italiani, come ha spiegato lo stesso Guzzanti: «l'Aniene è un fiume piccolo, come siamo noi, ma che se piove troppo è capace di arrabbiarsi davvero ed esondare».

## Aniene 2 - Molto rigore per nulla
Aniene 2 - Molto rigore per nulla ha come sottotitolo una storpiatura shakespeariana che rappresenta la drammatica situazione politica del momento in Italia: sacrifici, aumenti di tasse e tagli senza che si riesca comunque a trovare una soluzione. La struttura di Aniene 2 è analoga alla precedente edizione; lo studio, invece, presenta in aggiunta delle decorazioni azzurre e uno schermo. Novità di questa edizione è l'intervento della voce fuori campo di Andrea Purgatori, così come avveniva già ne Il caso Scafroglia.
La nuova edizione di Aniene comincia come le serie americane facendo un riepilogo dell'edizione precedente, di cui vengono mandati in onda frammenti doppiati in inglese sottotitolati in italiano.
Si parte poi con uno sketch in cui un alieno spara sui precari e distrugge tutto, rispondendo a un uomo disperato che chiede spiegazioni che sono stati loro a chiamarlo, con riferimento al'operato del governo Monti.
Quindi viene mostrato lo studio, in cui il conduttore Guzzanti cerca di esprimere la sua opinione sul governo Monti, che però non sembra essere ancora del tutto chiara. 
Segue uno sketch in cui Guzzanti intervista Tremonti per parlare della crisi dell'economia finanziaria in Italia. Il finto Tremonti, sorprendendo tutti, dice cose ragionevoli su precari, cultura, sanità, evasione fiscale e giovani, ma poi si scopre che è il fratello gemello e opposto di Giulio Tremonti, che entra nella stanza per salutare il fratello prima di andare al Consiglio dei ministri.
Dopo la sigla viene mandata in onda una serie di sketch, intervallati da interventi del conduttore: uno sulle primarie del PD per il sindaco dell'immaginaria città di Torneggio, in cui i candidati esprimono brevemente i loro programmi, ma il pubblico applaude solo al cameriere (Max Paiella) intervenuto per portare ciò che era stato ordinato; uno in cui un leghista (Corrado Guzzanti) si ostina a fare comizi nonostante si trovi in cella con una condanna a 10 anni di reclusione; una parodia di Rambo, in cui, ricalcando la scena finale del film in cui Rambo (Corrado Guzzanti) piange davanti al colonnello Trautman (Max Paiella), Guzzanti invece rappresenta un ex comico fallito a seguito della fine del governo Berlusconi; la tradizione popolare dei Canti dell'Olgiata, in cui tre donne (Lillo Petrolo, Corrado Guzzanti e Marco Marzocca) cantano Non ti pago i contributi!.
Ritorna poi il semidio Aniene, che dialoga col Padre Disse (rappresentato come una luce bianca in cielo) per chiedere aiuto, perché dopo un anno non è ancora riuscito a capire come combattere la crisi dell'umanità.
La puntata procede con altri sketch: Corrado Guzzanti e Marco Marzocca sono due supereroi italiani che rispecchiano il senso della giustizia del proprio paese, per cui, assistendo ad un ladro che picchia un uomo per derubarlo, decidono di intervenire picchiando a loro volta l'uomo derubato perché meno pericoloso; uno spot nello spot, in cui un dottore (Lillo Petrolo) si avvicina a un uomo affetto da problemi di udito (Corrado Guzzanti) per mettergli un apparecchio acustico da sponsorizzare, ma perde i sensi a causa dell'alitosi del paziente, per cui viene sponsorizzato anche un prodotto contro l'alitosi.
Riappare di nuovo sugli schermi Lorenzo in compagnia del figlio Luco, in collegamento dal parcheggio di un centro commerciale. Lorenzo, padre single e disoccupato, rappresenta la situazione di tanti italiani che vivono in grosse difficoltà economiche. Il quadro è ulteriormente aggravato dal fatto che Luco soffra di un forte ritardo mentale e che sia laziale, fonte di forte dolore per Lorenzo.
Gli ultimi sketch riguardano: Italian Sex Final Desperation, una fantomatica inchiesta di Sky sugli italiani che hanno deciso di trascorrere gli ultimi giorni che gli restano prima del crollo dell'euro provando per la prima volta le trasgressioni del sesso, senza che però nessuno gliele abbia mai spiegate; 'Na Macchina, uno spot di una macchina FIAT di cui viene esaltata la presenza dei componenti di base, come i finestrini regolabili, il vetro anteriore trasparente, il volante perfettamente girevole o i pedali, acquistabile «nei migliori concessionari qualsiasi»; un omosessuale (Massimo De Lorenzo) che partecipa a un casting per un'agenzia che cerca omosessuali, ma viene continuamente preso in giro e accusato dalla giuria (composta da Corrado Guzzanti e Lillo) di non essere un vero omosessuale ma un attore che recita la parte di un omosessuale.
L'ultimo personaggio che appare è Don Pizzarro, che, intervistato in studio da Guzzanti, spiega che ciò che avviene nella Chiesa cattolica è tutto scritto come una grande fiction e che tutti gli intrighi che la vedono coinvolta sono stati scritti appositamente perché creano interesse nel pubblico. Infine afferma che l'unico motivo per cui ringraziare Dio è la musica; quindi canta insieme al conduttore Thank You for the Music degli ABBA, sulle cui note si conclude il programma, mentre vengono mandate scene dal backstage.